# Panfield
 (avril 2023).
Ne doit pas être confondu avec Penfield.
Panfield est un village et une paroisse civile de l'Essex, en Angleterre.